# María Teresa Roca
María Teresa Roca Córdova (Trinidad, 9 de marzo de 1985) es una ex reina de belleza y modelo boliviana.

## Biografía
Se graduó como licenciada en Derecho de la Universidad Gabriel René Moreno de la ciudad de Santa Cruz.
Durante su carrera como modelo ha participado de diversos certámenes de belleza, logrando importantes reconocimientos: Chica Facetas 2002, Miss Hawaiian Tropic Bolivia 2005, semifinalista en el Miss Hawaiian Tropic International 2005, Señorita Calendario EL DEBER 2008, Miss Beni 2010 y Miss Bolivia Mundo 2010, siendo desposeída del título tras una controversia; sin embargo representó al país en el Miss Mundo 2010 realizado en China.
Fue elegida Diputada Uninominal por Santa Cruz para la gestión 2013-2015 por Convergencia Nacional, en reemplazo de la titular María Daher que renunció al cargo por motivos de salud.
Participó en la televisión en un programa hecho para la empresa SOBOCE llamado Las rutas de SOBOCE.
Está casada con el abogado y empresario ganadero Ronny Armando Suárez. Tiene dos hijos producto de dicha relación, Paulina y Ronny.

### Miss Bolivia 2010
La noche del 26 de agosto de 2010 se llevó a cabo el 31.º certamen de belleza Miss Bolivia en el salón Sirionó de la Fexpocruz en Santa Cruz de la Sierra, con la participación de 19 aspirantes al cetro máximo, provenientes de los nueve departamentos del país.
La Miss Bolivia Internacional 2009 Ximena Vargas coronó a María Teresa Roca como la nueva Miss Bolivia Mundo 2010 al quedar ésta segunda en la competición general, de acuerdo a las reglas del concurso. Cabe mencionar que Vargas no fue la representante boliviana en el Miss Mundo 2009 sino Flavia Foianini, sin embargo, un par de meses antes de la competición Foianini quedó embarazada, por lo que los organizadores del Miss Bolivia no vieron conveniente que entregara su corona, delegando a Vargas la función de coronar a la nueva monarca.
El 30 de octubre de 2010, Roca representó a Bolivia en el Miss Mundo celebrado en Sanya, China.

### Miss Universo 2011
Olivia Pinheiro, coronada como Miss Bolivia Universo en el Miss Bolivia 2010 tenía el derecho de representar a Bolivia en el Miss Universo 2011 en São Paulo, Brasil; sin embargo, tras evidenciarse irregualidades sobre su edad, al ser éste un impedimento para asistir al concurso y al desatarse una polémica mediática, decide renunciar como representante boliviana al certamen internacional.
Esta particularidad daba la posibilidad de que María Teresa Roca sea nuevamente la representante boliviana en un concurso internacional, al ser la sucesora natural de Pinheiro, teniendo en cuenta que Roca quedó en el Miss Bolivia 2010 como primera finalista. Promociones Gloria, organizadores de los certámenes de belleza del Miss Bolivia, negaron la solicitud de Roca y declararon que una nueva representante sería elegida por el mes de junio de 2011.
Al entender que sus derechos estaban siendo vulnerados, María Teresa Roca exigió que se cumpla el contrato que fue firmado en su momento por las 19 aspirantes en el Miss Bolivia 2010, donde claramente dicta que tras la renuncia de la ganadora, ésta será sustituida por la primera finalista. Inmediatamente los organizadores justificaron su postura y acusaron a Roca de estar incumpliendo con una cláusula del contrato donde dice que la Miss Bolivia Mundo no puede estar envuelta en escándalos.
Posteriormente, Roca enjuiciaría a Promociones Gloria al despojarla de su título y de quitarle el derecho a participar en ningún otro concurso que cuente con la franquicia de esta casa de belleza. A pesar del escándalo, Olivia Pinheiro sí participaría como Miss Bolivia Universo en el Miss Universo 2011.